# مالچ لاستیکی
مالچ لاستیکی در باغ‌ها و لنداسکیپ‌های پایدار استفاده می‌شود و از لاستیک ۱۰۰٪ قابل بازیافت بدست می‌آید.

## ترکیبات

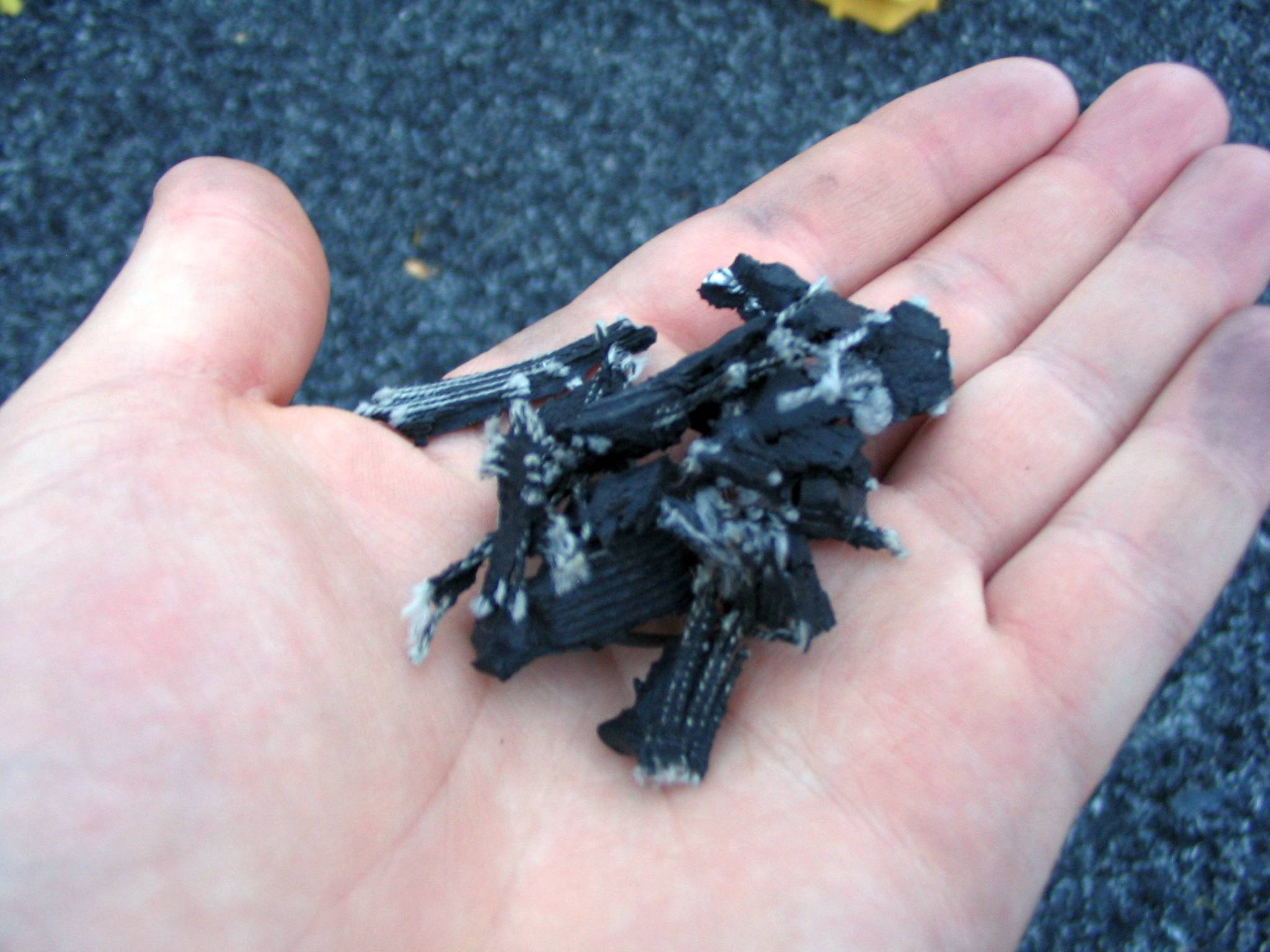
Rubber mulch nuggets; the white fibers are nylon cords, which are present in the tires which the mulch is made from

مالچ لاستیکی عموماً از خورده ضایعات تایرها و قطعات لاستیکی بدست آمده از تایرها، پس از جداکردن نوار فلزی دور تایرها، تشکیل شده‌است تقریباً هر تایری می‌تواند در تهیه مالچ لاستیکی مورد استفاده قرار گیرد. خورده لاستیک‌ها از آج تایرهای قابل بازیافت کامیون‌ها بدست می‌آید، خصوصاً هنگامی که آج‌های مستعمل از تایر جدا می‌شوند، بیش از آنکه تایر برای آج‌گذاری مجدد به کارخانه رود. خورده لاستیک‌ها عموماً لاستیک‌های نقره‌ای رنگ نازکی هستند. اندازه قطعات لاستیکی از ۱۰ میلی‌متر تا ۳۲ میلی‌متر متغیر است.

## مزایا
مالچ لاستیکی مزایای فراوانی را به نسبت مالچ‌های گیاهی دارد. در استفاده‌های باغبانی و لنداسکیپی قطعات و خورده‌های لاستیکی هر دو می‌توانند به مانند عایق گرمائی برای خاک عمل کنند. این مالچ‌ها به نسبت مالچ‌های چوبی می‌توانند ۲ تا ۳ درجه فارنهایت گرمای بیشتری را تحمل کنند. مالچ لاستیکی برای حفظ رطوبت خاک بسیار سودمند است چرا که لاستیک ماده‌ای است غیرمتخلخل و از این رو جاذب آب نیست و آب می‌تواند به خاک برسد. این نوع مالچ از رشد قارچ‌ها و گیاهان دیگر جلوگیری می‌کند و به نوعی از روش علف‌های هر زمین جلوگیری می‌کند، چرا که بذر علف‌ها قبل از رسیدن به خاک در این مالچ تمامی آب خود را از دست می‌دهند و به عبارتی خشک می‌شوند. همچنین این نوع مالچ هیچ گونه گیاخاکی را برای خاک‌های متراکم تولید نمی‌کند. 

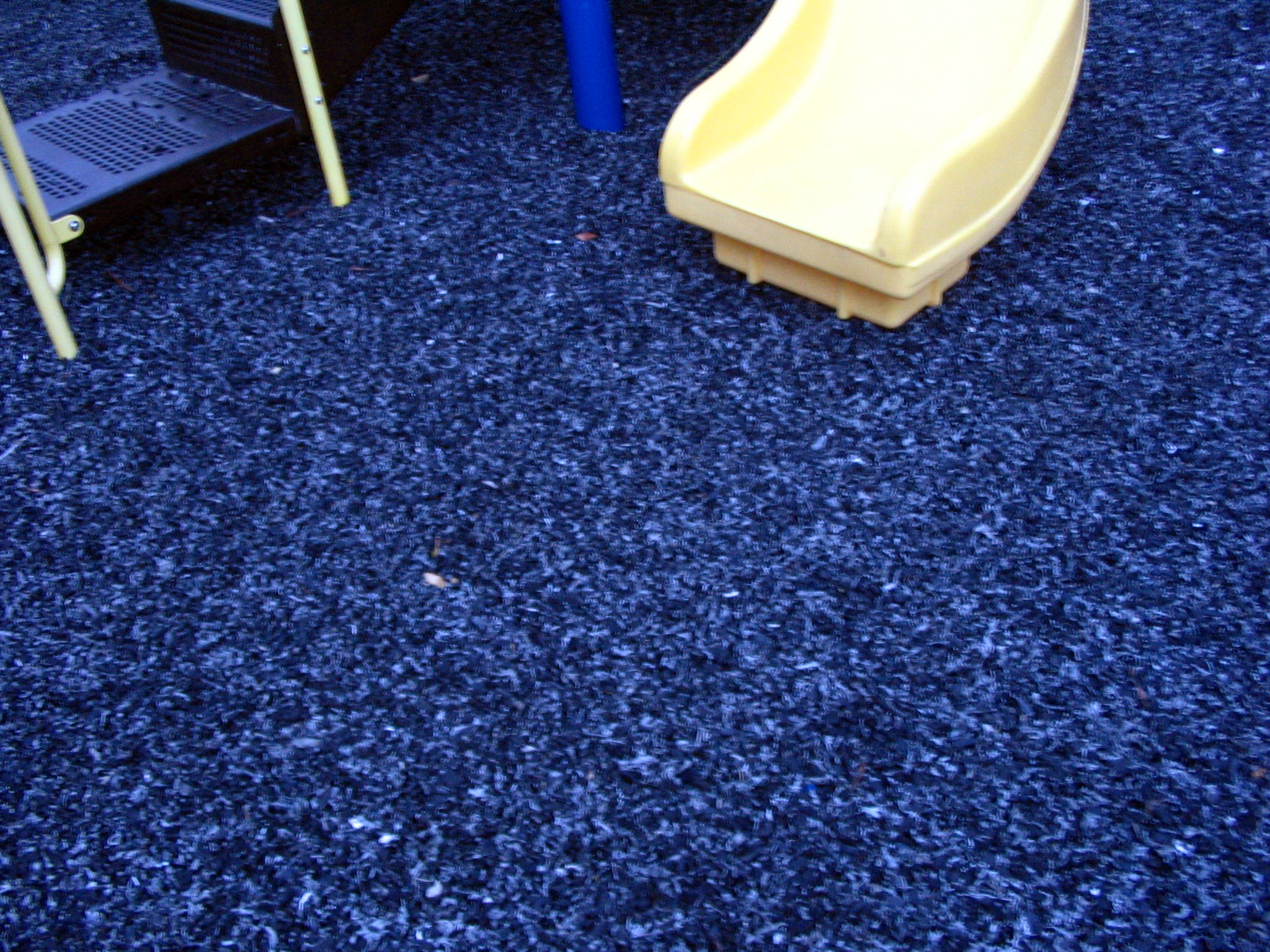
Rubber mulch seen with playground equipment in the background

از دیگر مزایای این نوع مالچ انعطاف‌پذیری آن است که باعث ایجاد نوعی ویژگی فنری در لابه‌های تقریباً ضخیم خاک می‌شود. این یک ویژگی مناسب برای زمین‌ها بازی است چرا که این ویژگی فنری، امنیت بیشتری را برای کودکان فراهم می‌سازد. انجمن تولید کنندگان وسایل بازی مجوز استفاده از بعضی مالچ‌های لاستیکی تحت جو از شماره 09-ASTMF1292 را صادر کرده‌است. مالچ لاستیکی جایگزین مؤثر و ایمنی برای مالچ چوبی است چرا که اثرات منطقه‌ای و جهانی کربن را با استفاده مجدد از موادی که ممکن است از محل‌های دفن زباله سر برآورند، کاهش می‌دهد. همچنین دوام بالای این نوع مالچ‌ها نیز مزیت دیگر آن نسبت به مالچ‌های چوبی است.

## معایب
- برخلاف مالچ‌های اورگانیک، مالچ لاستیکی خاک را غنی نمی‌کند و همچنین تنوع زیستی خاک را از طریق تجزیه افزایش نمی‌دهد.
- بعضی از گونه‌های قابل بازیافت این نوع مالچ ممکن است بعضی مواد شیمیایی و سمی را که برای گیاهان مضر است تولید کنند.[۳][۴][۵]
- مالچ‌های لاستیکی به مانند بعضی از مالچ‌های اورگانیک ممکن است به راحتی آتش بگیرند.

اگرچه مالچ‌های لاستیکی عموماً ایمن هستند اما لاستیک بازیافتی تایرها حاوی مواد معدنی خاصی هستند که ممکن است در حجم بالا مشکلاتی را به وجود آورند. مالچ‌های بدست آمده از بازیافت تایرها ممکن است حاوی مقادیر مختلفی از مواد معدنی باشند که از فرایندهای تولید تایر حاصل شده‌اند یا دارای مواد شیمیایی باشند که در مدت استفاده از تایر تولید شده‌اند.

## آثار زیست محیطی و آزمایش‌های ایمنی
آژانس حفظ محیط زیست (EPA) بر استفاده از لاستیک بازیافتی در زمین بازی کودکان صحه گذاشته است. علاوه بر این آژانس اخیراً آزمایش‌هایی را انجام داده است که نشان می‌دهند مواد سازنده کرامپ‌های تایر پائین‌تر از میزان مضر بودن است. اما این مطالعات نتایج جامعی را ارائه نمی‌دهند.
دفتر ارزیابی خطرات سلامت زیست‌محیطی واقع در آژانس محافظت از محیط زیست کالیفرنیا حساسیت پوستی به این مواد را مورد بررسی قرار داده است و هیچ‌گونه حساسیت پوستی را گزارش نکرده‌است.
همچنین سازمان Chen Risk در بررسی‌هایش نشان داده است که این مواد تأثیر جدی بر سلامت انسان و زیست بوم ندارد.